# Marco Armiero
Marco Armiero (Napoli, 1966) è uno storico e saggista italiano, ICREA Research Professor presso l'Istituto di Storia della scienza dell'Università Autonoma di Barcellona.

## Biografia
Per dieci anni ha diretto l'Environmental Humanities Laboratory del KTH di Stoccolma. Ha svolto attività di ricerca presso la Yale University, la University of California, la Berkeley University e la Stanford University. È stato nominato Barron Visiting Professor di environmental humanities presso la Princeton University, ed è stato Marie Curie Fellow presso l'Università Autonoma di Barcellona e Visiting Researcher al Centro di studi sociali dell'Università di Coimbra.
Dal 2019 al 2023 è stato Presidente della European Society for Environmental History (ESEH). Nel 2024 è stato eletto nel board of directors dell'International Consortium for Environmental History Organizations (ICEHO). 

### Contributo scientifico
Insieme a Massimo de Angelis dell'University of East London, in un articolo del 2017 ha proposto il termine Wasteocene come identificazione dell'attuale epoca geologica, identificando con essa una denominazione facente parte della famiglia del Capitalocene ma polemica e di contrapposizione all'Antropocene, mettendo in risalto le conseguenze epocali della produzione  capitalistica di merci, quindi di scarti, in termini di impatto ambientale, economico, sociale e antropologico. Nell'articolo,  pubblicato col nome di Anthropocene: Victims, Narrators, and Revolutionaries nel 2017 sulla rivista South Atlantic Quarterly della Duke University Press, viene messo in risalto come, a differenza del Capitalocene, dove vengono analizzate le radici e le origini della crisi socio-ecologica, e contrariamente all'universalismo dell'Antropocene, il Wasteocene intende mostrare le sue conseguenze e svelare quanto tale crisi sia reale e vicina a noi, oltre che globale, e che a livello ecologico e sociale essa non può essere trattata semplicemente come un prodotto del genere umano in quanto tale. Da questo studio, nel 2021 è stato pubblicato il saggio L'era degli scarti. Cronache dal Wasteocene, la discarica globale , tradotto in diverse lingue. 

## Opere

### Pubblicazioni
- Armiero M., D'Alisa G. (2012), Rights of Resistance. The garbage struggles for environmental justice in Campania, Italy, in "Capitalism Nature Socialism", XXIII, n.4, pp. 52-68
- Armiero M., Fava A. (2016), Of humans, sheep, and dioxin. A history of contamination and transformation in Acerra, Italy, in "Capitalism Nature Socialism", XXVII, n.2, pp. 67-82
- Armiero M., De Angelis M. (2017), Anthropocene: Victims, Narrators, and Revolutionaries, in South Atlantic Quarterly, CXVI, n. 2, pp. 345-62

### Saggi
- Il territorio come risorsa. Comunità, economie e istituzioni nei boschi abruzzesi (1806-1860), Liguori Editore, 1999.
- Ambiente e risorse nel Mezzogiorno contemporaneo, Meridiana, 2000.
- A vela e a vapore: Economie, culture, e istituzioni del mare nell'Italia dell'Ottocento, Donzelli Editore, 2001, ISBN 978-88-798-9613-9.
- Storia dell'ambiente. Una introduzione, con S. Barca, Carocci Editore, 2004, ISBN 978-88-430-3003-3.
- Storia del Molise in età contemporanea, Donzelli Editore, 2006.
- (EN) Views from the South: Environmental Stories from the Mediterranean World, 19th- 20th Centuries, con J.R. McNeill, CNR-ISMed, 2006.
- (EN) Nature and History in Modern Italy, con M. Hall, Ohio University Press, 2010.
- Le montagne della patria. Natura e nazione nella storia d'Italia. Secoli XIX e XX [A rugged nation. Mountains and the making of modern Italy. Nineteenth and twentieth centuries], collana Einaudi Storia, traduzione di Francesco Peri, Giulio Einaudi Editore, 2013  [2011], ISBN 978-88-06-21521-7.
- (EN) A History of Environmentalism: Local Struggles, Global Histories, con L. Sedrez, Bloomsbury Publishing, 2014.
- Teresa e le altre. Storie di donne nella Terra dei Fuochi, Jaca Book, 2014, ISBN 978-88-164-1278-1.
- L'era degli scarti. Cronache dal Wasteocene, la discarica globale [Wasteocene. Stories from the global dump], collana Passaggi Einaudi, traduzione di Maria Lorenza Chiesara, Giulio Einaudi Editore, 2021  [2021], ISBN 978-88-06-25046-1.
- La natura del duce. Una storia ambientale del fascismo, collana Einaudi Storia, con R. Biasillo e W.G. von Hardenberg, Giulio Einaudi Editore, 2022, ISBN 978-88-06-22504-9.
- La tragedia del Vajont, Giulio Einaudi Editore, 2023, ISBN 978-88-06-25799-6.

### Altri contributi
- L'ambiente nelle riviste storiche italiane (1976-1996), in "Società e Storia", 1999
- Il capitalismo, il West e la storia ambientale, con S. Barca, conversazione con Donald Worster, in "Meridiana. Rivista di Storia e Scienze Sociali", 1999
- La natura della nazione, la nazione della natura. Appunti sulla storia ambientale negli Stati Uniti, con S. Barca, in "Storica", 2000
- Italy, in S. Krech III, J.R. McNeill, C. Merchant (eds.), Enciclopedia of World Environmental History, con M. Hall, Berkshire Publishing Group, 2003
- L'uso del bosco e degli incolti, in Accademia dei Georgofili di Firenze (a cura di), L'Italia agricola dalle origini ad oggi, con P. Piussi e B. Vecchio, 2003
- Montagne, in G. Massullo (a cura di), Storia del Molise, Donzelli, 2006
- Insurgent Natures and Nations: Unpacking Socio-Environmental Histories of Forest Conflict, con P. Nancy, relazione presentata al convegno internazionale Common Ground, Converging Gazes. Integrating the Social and Environmental in History, 2008
- Seeing Like a Protester. Nature, Power and Environmental Struggles, in "Left History", 2009
- Enclosing the Sea. Work and Leisure Spaces in the Remaking of the Naples Waterfront (1870-1900), in "Radical History Review", 2011
- Green Rethoric in Blackshirts: Italian Fascism and the Environment, in "Environment and History", XIX, n. 3, pp. 283-311, con W.G. von Hardenberg, 2013
- Introduction: Fascism and nature, in "Modern Italy", XIX, n. 3, pp.241-45, 2014
- Making Italians out of rocks. Mussolini's shadows on Italian mountains, in "Modern Italy", XIX, n. 3, pp.261-74, 2014
- Political effluvia. Smells, revelations, and the politicization of daily experience in Naples, Italy, in J. Thorpe, S. Rutherford e L.A. Sandberg (a cura di), con S.P. De Rosa, 2017
- Into the Fascist Forest - a Real Italian Controversy, in "The Conversation", con W.G. von Hardenberg, 2017
- Sabotaging the Anthropochene. Or, in praise of mutiny, con G. Mitman e R.S. Emmett, 2018